# استاریه شاراشلی
استاریه شاراشلی (به لاتین: Starye Sharashli) یک منطقهٔ مسکونی در روسیه است که در باشقیرستان واقع شده‌است.